# Original Dungeons & Dragons
Con Original Dungeons & Dragons (abbreviato in OD&D) si indica la prima edizione del gioco di ruolo fantasy Dungeons & Dragons (abbreviato D&D) di Gary Gygax e Dave Arneson pubblicato dalla TSR nel 1974 e che viene considerato come il primo gioco di ruolo pubblicato. Il prefisso Original viene utilizzato per distinguerlo dalle edizioni successive di Dungeons & Dragons.
Il sottotitolo in copertina è "Rules for Fantastic Medieval Wargames Campaigns Playable with Paper and Pencil and Miniature Figures" ("Regole per campagne di wargame fantastiche medievali giocabili con carta penna e miniature").

## Contenuto
Il gioco venne pubblicato in una scatola formato digest color marrone a grani, che conteneva tre manuali formato digest: Men & Magic, Monsters & Treasure e Underworld & Wilderness Adventures e sei fogli di tabelle e grafici. Più tardi, nel 1976 venne pubblicata un'edizione in una scatola completamente bianca.
Come indicato dal sottotitolo le regole presuppongono che i giocatori conoscano e usino le regole del wargame tridimensionale Chainmail per gestire il combattimento, ma includono anche un sistema di combattimento opzionale che si sarebbe sviluppato nel sistema di combattimento standard delle edizioni successive del gioco. Inoltre le regole presuppongono la conoscenza di Outdoor Survival, un gioco da tavolo pubblicato dalla Avalon Hill per le avventure e l'esplorazione all'aperto.
Sono comprese anche regole per il viaggio all'aperto per mare e terra, l'assunzione di specialisti e combattenti, la costruzione di fortificazioni e la creazione di baronie. La velocità di movimento è indicata in pollici per turno, come per le regole di Chainmail.
Il libretto Monsters & Treasure (40 pagine) include le descrizioni di alcuni dei mostri più iconici del gioco. Un indice da pagina 3 a 4 riassume le creature descritte indicando per ognuna quante ne compaiono per incontro, la loro classe di armatura, di quanti pollici si muove per turno, dadi vita, probabilità percentuale di presenza nella tana e il tesoro. Le pagine da 5 a 20 contengono le descrizioni dei mostri, composte di uno o più paragrafi per ogni mostro, per la maggior parte non illustrati. Inoltre sono descritti umani (banditi, briganti, berseker, dervisci, nomadi, bucanieri, uomini delle caverne e tritoni), cavalli, insetti e altri animali piccoli e grossi. Seguono le tabelle per la determinazione casuale dei tesori e la descrizione degli oggetti magici.
Nelle prime stampe dei manuali alcune creature sono indicate come "hobbit" e "ent", dalle creature delle opere di Tolkien, sebbene in seguito ad alcuni problemi legali furono cambiati rispettivamente in "halfling" e "treant".
Alcune illustrazioni sono di Arneson stesso, altre di Keenan Powell, Greg Bell, C. Corey, T. Keogh e David C. Sutherland III. La prima stampa del libretto di Men & Magic rappresentava un guerriero a cavallo, mentre la ristampa del 1976 un guerriero con una spada.

## Sistema di gioco
Questa è la prima iterazione delle regole di Dungeons & Dragons e introduce la maggior parte dei concetti che verranno elaborati nelle edizioni successive:
- caratteristiche (forza, destrezza, costituzione, intelligenza, saggezza e carisma)
- classi di personaggio (questa edizione introdusse il guerriero, mago, chierico);
- livelli;
- razze (questa edizione introdusse umani, elfi, halfling e nani);
- allineamento (legale, neutrale e caotico)
- classe di armatura;
- sotterranei pieni di sale, stanze e porte difesi da trabocchetti e trappole;
- oggetti magici, come spade intelligenti

Gli attributi sono determinati dal master tirando 3 dadi a sei facce per ognuno e prendendo la somma, è possibile ridurre un attributo per aumentare il valore di un altro. Il giocatore sceglie la razza del suo personaggio (umano, nano, elfo o halfling) e nel caso che questo sia un umano la classe (guerriero, mago o chierico). Nani e halfling sono automaticamente guerrieri mentre gli elfi possono decidere di guadagnare un livello di mago o di guerriero ogni volta che salgono di livello.
Il metodo standard di combattimento usa il regolamento di Chainmail, ma è presente un regolamento alternativo che diventerà nelle edizioni successive il metodo standard di risoluzione del combattimento (d20 contro una classe armatura).
Il tiro salvezza non dipende dalla classe o dagli attributi, ma solo dal livello del personaggio.

## Storia editoriale
Questo primo set venne ristampato più volte e venne supportato da diversi supplementi ufficiali, tra cui Greyhawk e Blackmoor nel 1975 e Eldritch Wizardry, Gods, Demi-Gods & Heroes e Swords & Spells nel 1976.
Tra il 1977 e il 1979 venne pubblicata un'edizione per collezionisti, definita "Original Collector's Edition".

### Riconoscimenti
Gary Gygax vinse lo Strategists Club's "Outstanding Designer & Writer" per la creazione di Dungeons & Dragons., così come un H.G. Wells award.
- Origins Awards (All-Time Best Role-Playing Rules, 1977)[6]
- Origins Awards (Greatest Contribution to the Hobby 1967-77, 1977)[6]
- Origins Awards (Adventure Gaming Hall of Fame, 1977)[6]
- Strategists' Club Award (Best New Game, 1974).[1]
- Pen & Paper (RPG Hall of Fame, 2002)[7]
- Scrye Player's Choice (All-Time Favorite Role-Playing Game, 2006)